# ТЕС Самалпатті
12°17′58″ пн. ш. 78°24′14″ сх. д. / 12.29944° пн. ш. 78.40389° сх. д.
ТЕС Самалпатті – теплова електростанція, яка діяла певний час  у індійському штаті Тамілнад.
В 2001 році на майданчику станції стали до ладу 7 генераторних установок на основі двигунів внутрішнього згоряння від фінської компанії Wartsila потужністю по 15 МВт. 
Як паливо станція використовувала нафтопродукти. 
Після завершення у лютому 2016-го довгострокового контракту на викуп виробленої станцією електроенергії ТЕС Самалпатті зупинилась. В подальшому її обладнання було демонтоване, при цьому власник оголосив про бажання перемістити три генераторні установки до С’єрра-Леоне.